# O noapte ciudată (film din 1985)
O noapte ciudată (titlu original: After Hours) este un film american de comedie neagră din 1985 regizat de Martin Scorsese. Rolurile principale au fost interpretate de actorii Griffin Dunne, Rosanna Arquette și Teri Garr.

## Distribuție
- Griffin Dunne - Paul Hackett
- Rosanna Arquette - Marcy Franklin
- Teri Garr - Julie
- John Heard - Tom Schorr
- Catherine O'Hara - Gail
- Linda Fiorentino - Kiki Bridges
- Verna Bloom - June
- Tommy Chong - Pepe
- Cheech Marin - Neil
- Will Patton - Horst
- Clarence Felder - Club Berlin bouncer
- Dick Miller - Pete, diner waiter
- Bronson Pinchot - Lloyd
- Martin Scorsese - Club Berlin searchlight operator
- Victor Argo - Diner Cashier
- Larry Block - Taxi Driver
- Rocco Sisto - Coffee Shop Cashier

## Producție
Cheltuielile de producție s-au ridicat la 4,5 milioane $.

## Primire
A primit primul Premiu Independent Spirit pentru cel mai bun film.